# Rafflesia kerrii
Rafflesia kerrii este o specie de plante parazite din genul Rafflesia, familia Rafflesiaceae, ordinul Malpighiales, descrisă de W. Meijer. Conform Catalogue of Life specia Rafflesia kerrii nu are subspecii cunoscute.

## Galerie de imagini

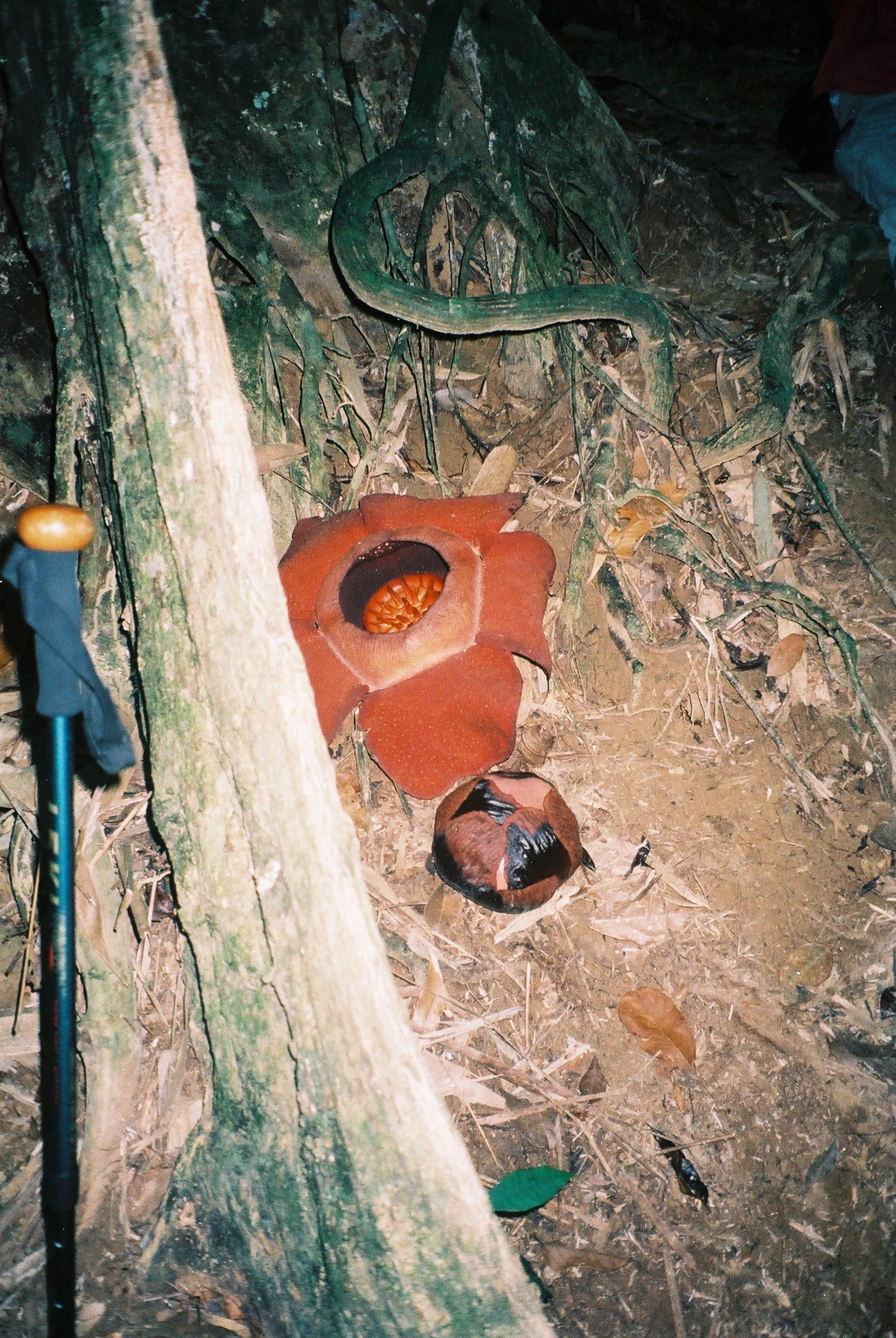